# DaBaby
DaBaby, pseudonimo di Jonathan Lyndale Kirk (Cleveland, 22 dicembre 1991), è un rapper e cantautore statunitense.
Il suo album in studio di debutto Baby on Baby, pubblicato nel marzo 2019, ha raggiunto la settima posizione nella Billboard 200, mentre il suo secondo album, Kirk, uscito sei mesi dopo, ha debuttato in vetta alla classifica; entrambi i lavori sono stati accompagnati dai singoli di successo Suge, Intro e Bop. Il suo terzo album Blame It on Baby, anch'esso debuttante al primo posto della Billboard 200, ha prodotto la hit Rockstar, in collaborazione con Roddy Ricch, che ha svettato le classifiche di Stati Uniti, Regno Unito e Australia.

## Biografia
Nato il 22 dicembre 1991 a Cleveland, da genitori nigeriani in Ohio, si è trasferito a Charlotte, nella Carolina del Nord, nel 1999. Ha frequentato e si è diplomato alla Vance High School nel 2010.
Nel 2015 DaBaby, allora conosciuto come Baby Jesus, ha iniziato la sua carriera musicale pubblicando Nonfiction, il suo mixtape di debutto. In seguito ha seguito questo con la sua serie di mixtape God's Work, la serie mixtape Baby Talk,, Billion Dollar Baby e Back on My Baby Jesus Shit.
Il 1º marzo 2019, è stato pubblicato il suo album di debutto Baby on Baby su etichetta discografica Interscope Records. Il progetto di tredici tracce vede la partecipazione di Offset, Rich Homie Quan e Rich the Kid. Ha raggiunto la 7ª posizione della classifica statunitense degli album ed è stato certificato disco d'oro dalla Recording Industry Association of America. Il disco contiene il singolo Suge, che è arrivato al 4º posto nella classifica dei singoli.
Il successivo 27 settembre è uscito il suo secondo album, Kirk, che ha debuttato in cima alla Billboard 200 statunitense con 145 000 unità vendute nella sua prima settimana a livello nazionale.
Il 17 aprile 2020 è la volta del terzo album in studio, intitolato Blame It on Baby e anticipato da Find My Way, primo singolo estratto pubblicato il 1º aprile. Nel disco, composto da 13 tracce, sono presenti dei featuring, tra i quali Future, Roddy Ricch, Quavo, Megan Thee Stallion, Ashanti, YoungBoy Never Broke Again e A Boogie wit da Hoodie.
Dopo quest'album, esce l'EP My Brother's Keeper.
Nel 2021 DaBaby è stato oggetto di gravi controversie per le sue frasi contro gli omosessuali durante un concerto a Miami. Ciò lo ha portato a perdere alcuni sponsor, a cancellare la sua presenza da vari festival e ad essere rimosso da alcune hit, come Levitating di Dua Lipa. Ha poi pubblicato, nel 2022, BETTER THAN YOU, un mixtape insieme a YoungBoy Never Broke Again, e Baby on Baby 2, suo quarto album in studio. Nessuno dei due lavori ha però ottenuto risultati soddisfacenti.

## Controversie

### Problemi con la giustizia

#### Sparatoria di Huntersville
Kirk è stato coinvolto in un incidente a Huntersville, nella Carolina del Nord. Il rapper si trovava al supermercato Walmart con la moglie e la figlia, e avrebbe sparato per autodifesa ad un ragazzo di diciannove anni che si sarebbe avvicinato con brutte intenzioni. L'accusa è stata ritirata nel marzo 2019, e Kirk si è dichiarato colpevole di portare un'arma nascosta. Nel 2022 viene pubblicato il video delle telecamere di sorveglianza dove si vede DaBaby sparare e uccidere il ragazzo.

#### Rapina a Miami
Nel gennaio 2020, è stato arrestato e interrogato a Miami in relazione a un'indagine per rapina. In seguito è stato arrestato dopo che le autorità avevano scoperto di avere un mandato in Texas. Secondo TMZ e altre fonti, i membri dell'equipaggio di DaBaby presumibilmente derubarono un promotore di musica che pagò lo stesso cantante solo $20 000 dei $30 000 che gli erano dovuti per un'esibizione a Miami. I rapporti affermano che DaBaby e i suoi colleghi presumibilmente hanno preso $80 in contanti, un iPhone 7 e una carta di credito dal promotore. DaBaby è stato accusato di rapina e rilasciato 48 ore dopo dal carcere di Miami-Dade County.

### Controversie con i fan
Durante il tour Up Close N Personal di DaBaby del 2020, ha picchiato una fan mentre si recava sul palco per un'esibizione a Tampa, in Florida. La folla ha risposto fischiando e DaBaby ha lasciato il locale senza esibirsi. Il cantante ha dichiarato di averla colpita perché aveva avvicinato il suo telefono al suo viso girando un video. In un video pubblicato su Instagram, DaBaby si è scusato per l'accaduto.

## Nella cultura popolare
Nella primavera del 2021, meme riguardanti DaBaby sono diventati virali sulle piattaforme di social media come Twitter. I meme consistevano in rappresentazioni o descrizioni surreali del cantante, come ad esempio un DaBaby decappottabile; essi traevano ispirazione dal testo di Suge, dove l'artista cantava «I will turn a nigga into a convertible; Push me a lil' nigga top back (Vroom)» (tradotto: "trasformerò un negro in una decappottabile; colpiscimi da dietro").
Il comico David Chappelle rifacendosi al suo omicidio e alle successive dichiarazioni, ha detto "in questo Paese puoi ammazzare un nero, ma non ferire i sentimenti di un gay" nello speciale Netflix The Closer, dove si chiede perché la carriera del rapper abbia subito contraccolpi a causa dei suoi commenti omofobi ma non per l'uccisione del ragazzo nel 2018.

## Discografia
- 2019 – Baby on Baby
- 2019 – Kirk
- 2020 – Blame It on Baby
- 2022 – Baby on Baby 2